# Johann Moritz Hofmann

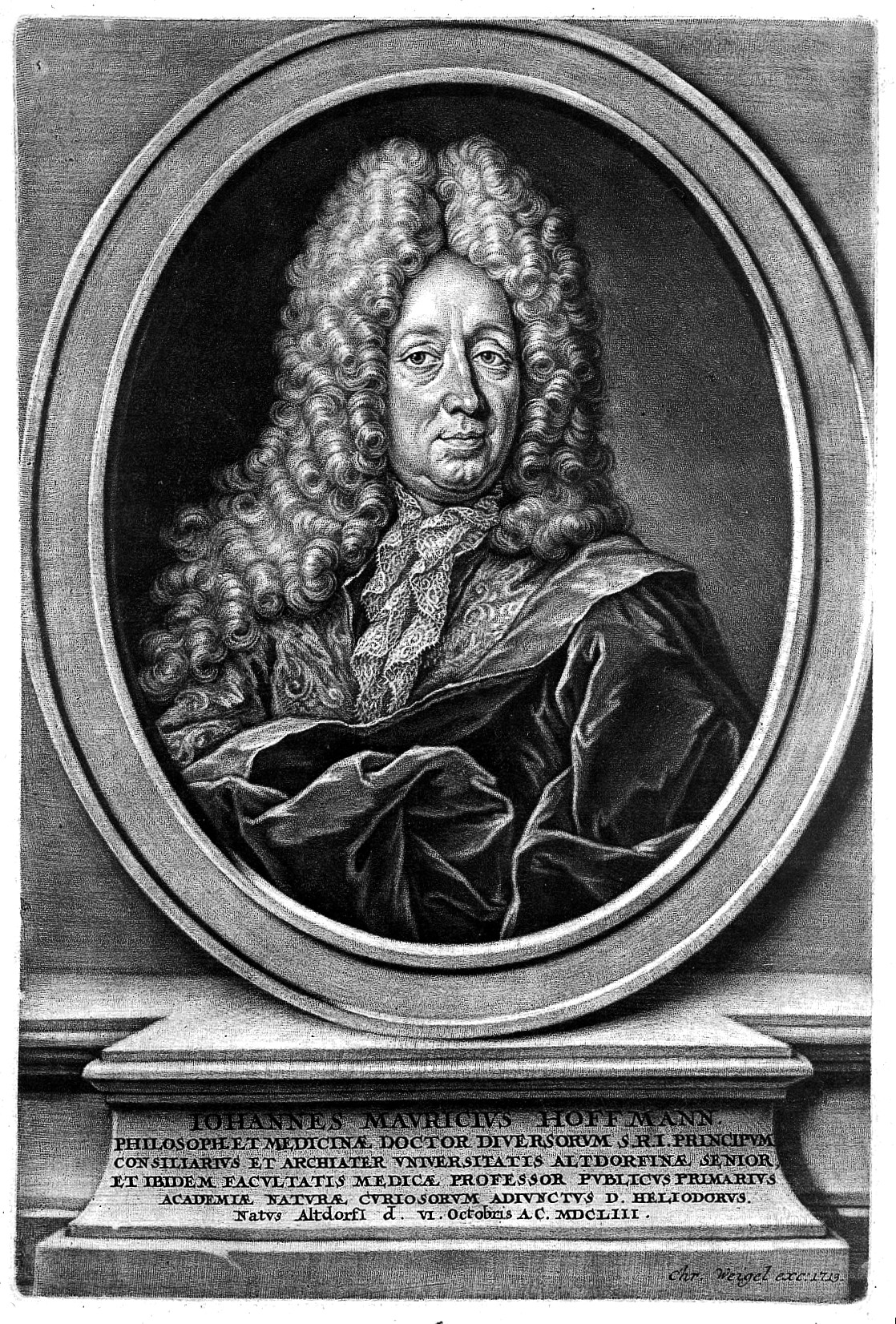
Porträt von Christoph Weigel der Ältere gefertigt 1719

Johann Moritz Hofmann (* 6. Oktober 1653 in Altdorf bei Nürnberg; † 31. Oktober 1727 in Ansbach; auch Johann Moritz Hoffmann oder Johannes Mauricius Hoffmannus) war ein deutscher Mediziner und Hochschullehrer.

## Leben
Der Sohn des Moritz Hofmann studierte zunächst an den Universitäten in Altdorf und Frankfurt an der Oder, anschließend zwei Jahre an der Universität Padua Medizin. Nach einer wissenschaftlichen Reise durch Italien ging er 1674 nach Altdorf zurück, wo er 1675 promoviert wurde. Zwei Jahre später wurde er dort zum außerordentlichen, kurz darauf zum ordentlichen Professor der Anatomie ernannt, fünf Jahre später übertrug man ihm zusätzlich den Lehrstuhl der Chemie und nach dem Tod seines Vaters zudem den Lehrstuhl der Botanik. 1684 wurde er zum Mitglied der Leopoldina gewählt. 1709 legte er seine Professur der Anatomie nieder und wurde Professor der praktischen Medizin.
1713 ging Hofmann nach Ansbach. Dort wurde er am Hofe des Markgrafen Wilhelm Friedrich als Leibarzt angestellt.
Als Nachfolger von Michael Friedrich von Lochner war Johann Moritz Hofmann von 1721 bis 1727 Director Ephemeridum der Leopoldina.

## Schriften
- De gustu. 1689.
- Idea machinae humanae anatomico-physilogica. Meyer, Altdorf 1703.
- Disquisitiones corporis humani anatomico-pathologicae. 1713.